# Thomassique
Thomassique (Haïtiaans-Creools: Tomasik) is een stad en gemeente in Haïti met 63.000 inwoners. De plaats ligt 19 km ten zuidoosten van de plaats Hinche. De gemeente maakt deel uit van het arrondissement Cerca-la-Source in het departement Centre.
Er wordt katoen, suikerriet en citrusvruchten verbouwd. Ook wordt er vee en bijen gehouden. Verder vindt er industriële verwerking van katoen plaats.

## Indeling
De gemeente bestaat uit de volgende sections communales:
| Nr. | Naam      | Km²    | Inw.2015 |
| --- | --------- | ------ | -------- |
| 1   | Matelgate | 116,50 | 37.172   |
| 2   | Lociane   | 145,51 | 26.052   |